# 吉岡利固
吉岡 利固（よしおか としかた、1928年3月20日 - 2022年7月16日）は、日本の実業家。新日本海新聞社代表取締役社主、グッドヒル代表取締役社主。徳島県美馬市出身。

## 人物
中央大学法学部を卒業後、大阪国税局調査官、紳士服メーカー・エフワンの鳥取県での製造・販売代理店として1961年に設立された鳥取エフワン（現・グッドヒル）の経理部長を経て、同社社長に就任。不動産事業（ハウス日本海）にも進出した。
1976年、会社更生法の適用を申請して休刊中だった日本海新聞の経営を引き受け、鳥取県を代表する地方新聞として再建を果たした。さらに2000年には大阪日日新聞を傘下に収め、2002年にはエフワン本社（大阪市）を親会社の三井物産から買収し、全国進出への足がかりとした。また、日本海ケーブルネットワークの運営にも尽力した。
日本海新聞、および大阪日日新聞に不定期で「日本海（大阪）発 ザ・論点」（2003年までは「日本海（大阪）発特報」）と題した時事評論コラムを執筆していた。
元参議院議員田村耕太郎は娘婿で元部下。
2022年7月16日午前2時25分、大阪市内の病院で94歳で死去。

## 吉岡が傘下に収める企業

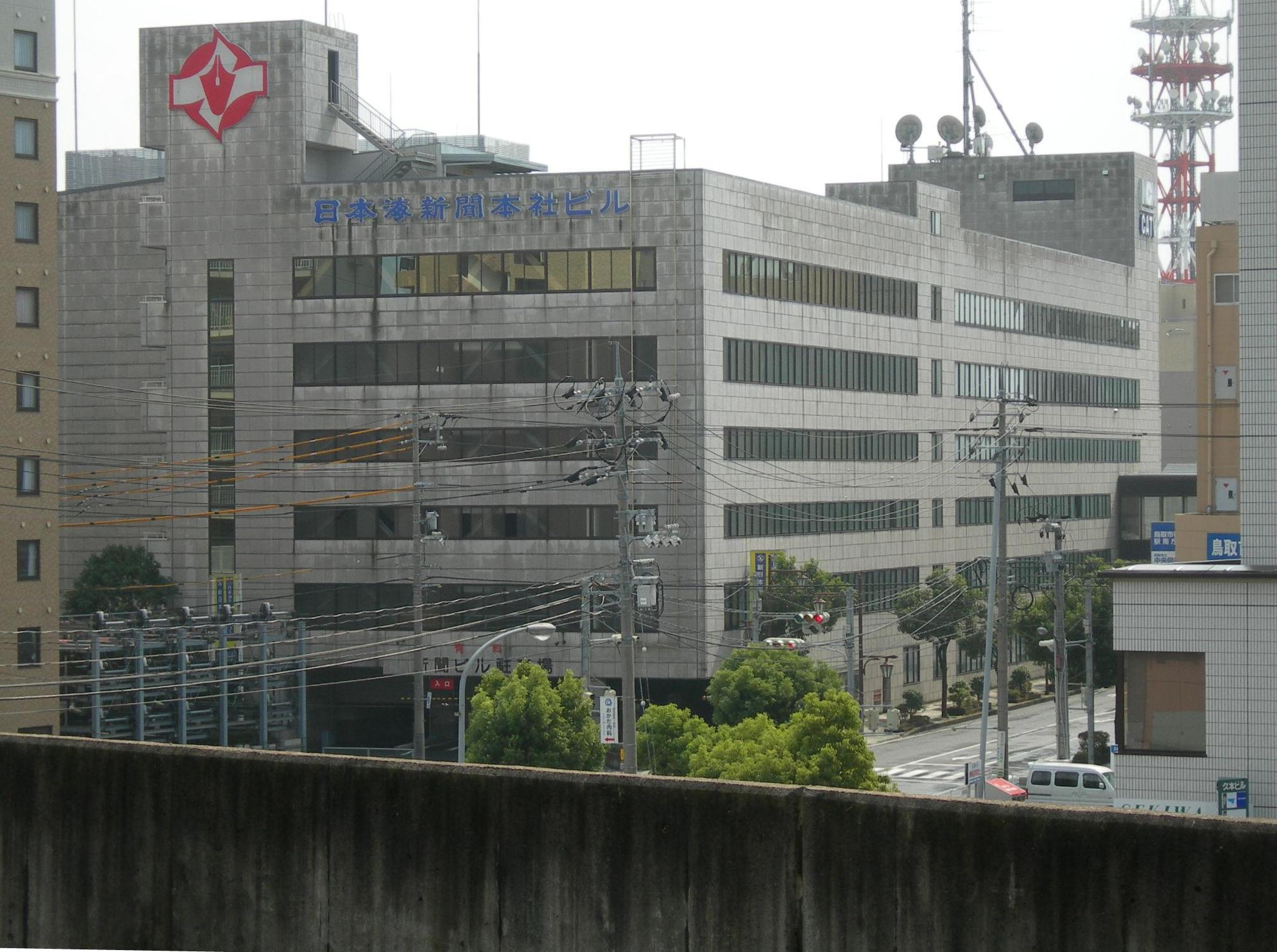
新日本海新聞社本部・鳥取本社、日本海ケーブルネットワーク本社が入居する新日本海新聞社本社ビル（鳥取市富安）

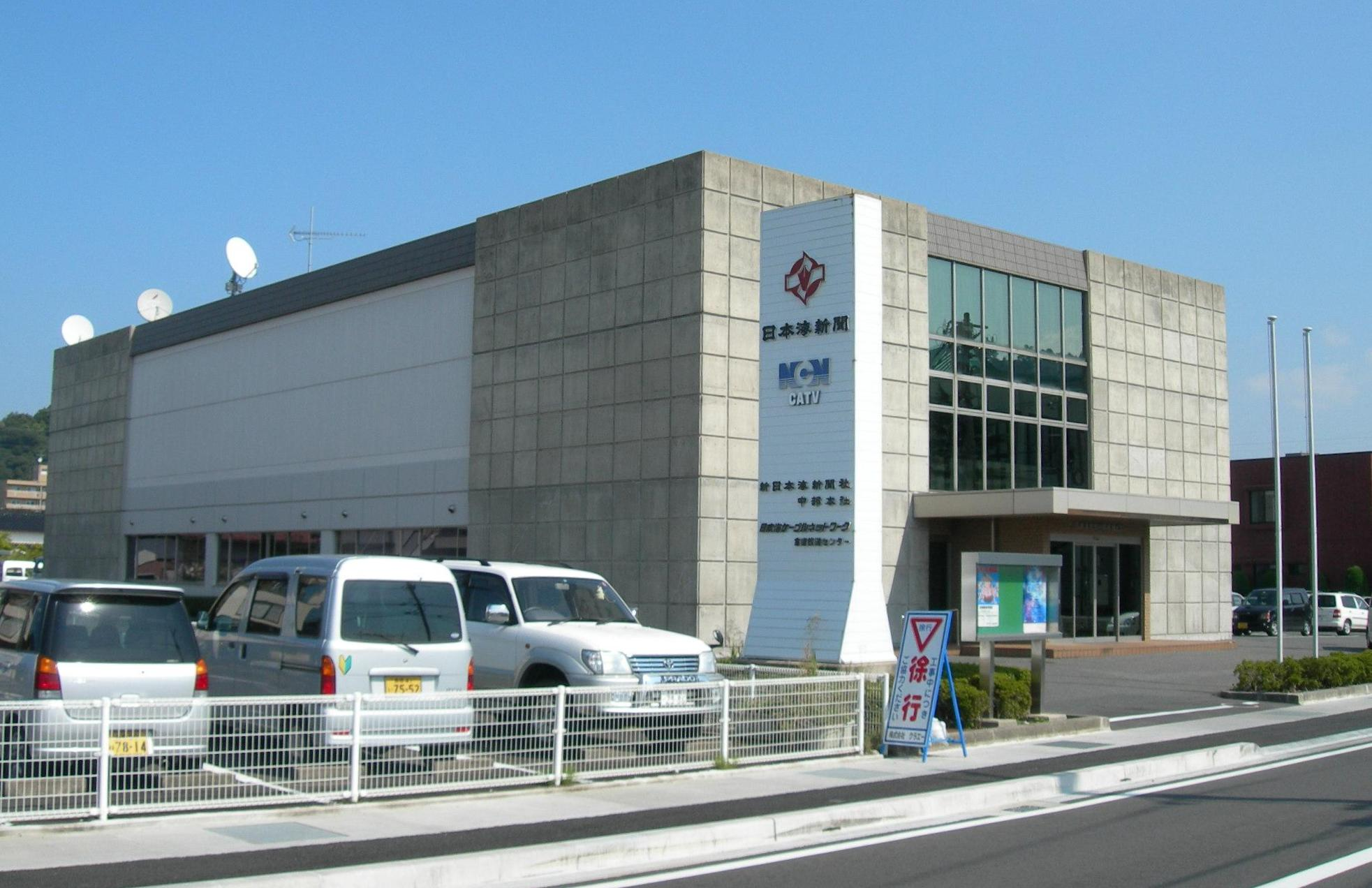
新日本海新聞社中部本社、日本海ケーブルネットワーク倉吉放送センターが入居する新日本海新聞中部本社ビル（倉吉市上井町）

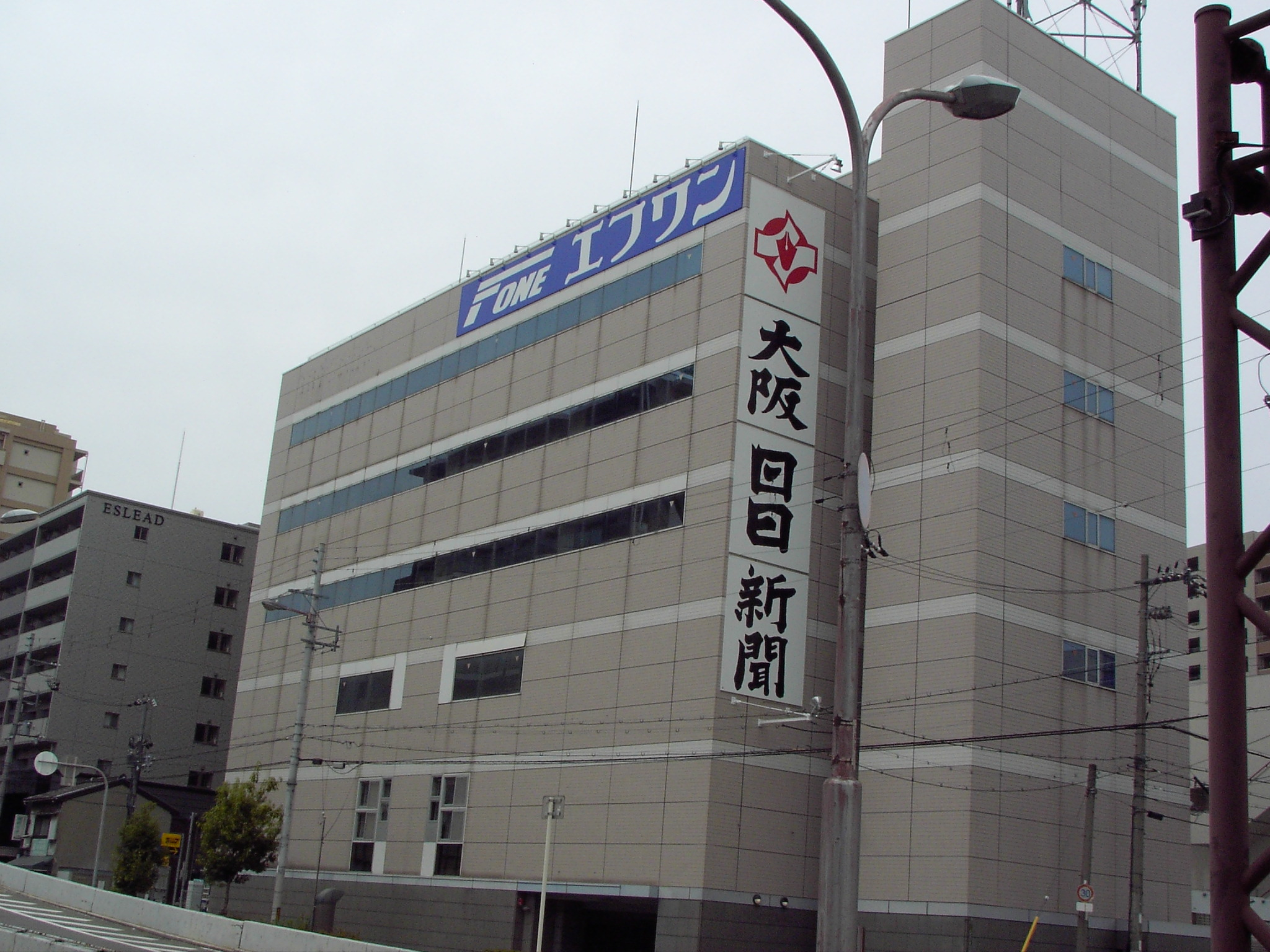
新日本海新聞社大阪本社（大阪日日新聞発行元）、エフワン本社、グッドヒル大阪支社が入居する新日本海新聞大阪本社ビル（大阪市中津）

### 新聞・放送
- 新日本海新聞社（日本海新聞・大阪日日新聞を発行）
  - 2008年2月1日に大阪日日新聞を発行していたザ・プレス大阪を吸収合併し、新日本海新聞社大阪本社となった。
  - 直営併設部門として「日本海新聞旅行部」がある。なお、日本海テレビジョン放送との直接の関連はないが（会社更生法申請前の『日本海新聞社』〈旧社〉は設立母体として関係があった）、日本海テレビが筆頭株主（山陰中央テレビジョン放送と共同）のエフエム山陰には新日本海新聞社の資本関係があり、鳥取県向けのニュースを提供している。
- 週刊大阪日日新聞社（日本海新聞大阪本社が完全出資した子会社。隔週刊のフリーペーパー新聞『週刊大阪日日新聞』を大阪市北東部を中心に配布）
- 日本海ケーブルネットワーク（鳥取、倉吉でケーブルテレビ局を運営）
- 日本海ディヴェロプメント（日本海新聞の折り込み広告代理店）

### 紳士服製造・販売
- グッドヒル
- グッドヒル米子販売
- エフワン
- 以下中国での現地法人
  - 北京鳥取愛服王服装有限公司
  - 呼和浩特青遠制衣有限公司
  - 内蒙古松鳥服飾輔料有限公司

### 不動産事業
- ハウス日本海

### その他
- ハイテクノ（ソフト・ハードウェアーの製造・管理などハイテク産業）
- 日本海リース（家庭用清掃用具やOA機器などのレンタル・リース契約代理店）
- スーパーリカーハウス ガッツ（酒類販売店）

### 備考
- 日本海新聞、大阪日日新聞の1面題字下の広告には吉岡が傘下に収めている企業の広告が連日のように掲載されている。特に大阪日日はエフワンを傘下に収めた2002年以後は毎日「洋服はエフワン オーダースーツ」の広告を掲載していた。